# Eduardo Nájera
Eduardo Alonso Nájera Pérez (Chihuahua, 11 luglio 1976) è un ex cestista e allenatore di pallacanestro messicano, professionista nella NBA.

## Draft NBA
Ha giocato nell'NCAA all'Università di Oklahoma, dal 1997 al 2000, diventando tra i giocatori più rappresentativi. Aiutò la squadra per quattro tornei NCAA, tanto bene da finire nei migliori dieci di tutti i tempi delle squadre scolastiche. Prima di partecipare al draft NBA nel 2000, Nájera fu analizzato dagli scout, che affermavano che fosse il più veloce e il più forte rimbalzista. È stato il secondo messicano a giocare nella NBA, dopo Horacio Llamas.

## Carriera nella NBA
Nájera aiutò il Messico ad arrivare al quarto posto ai Mondiali e ai Mondiali per Università del 1999.
Ebbe un ruolo importante nei Dallas Mavericks nel 2000-2001 e nel 2001-02, ma i suoi ricorrenti infortuni al ginocchio limitarono molto le sue apparizioni nei due anni a Dallas. Fu ceduto ai Golden State Warriors, dove giocò una modesta quantità di minuti e dove costituì un solido contributo per questa squadra. Poi fu mandato ai Nuggets, dove è andato avanti malgrado gli infortuni.
Il 27 aprile 2006, cominciò i suoi primi play-off con i Nuggets in gara-3 nel primo round della serie contro i Los Angeles Clippers. Sostituì Kenyon Martin che fu sospeso indefinitivamente per aver indotto del danno alla squadra.
Fu in parte coinvolto nel dicembre 2006 nella rissa tra New York Knicks e Denver Nuggets, durante la quale cercò di separare i giocatori. Fu però espulso dal gioco. Nella partita contro i Sacramento Kings, l'8 dicembre 2007 a Denver, subì una contusione al gionocchio quando andò a sbattere contro il centro dei Kings Spencer Hawes dopo 2 minuti e 23 secondi del primo quarto. Non rientrò in campo.
Nel luglio 2010 passò agli Charlotte Bobcats e vi restò fino all'estate 2012.

## Allenatore
Il 21 agosto 2012 sottoscrive il primo contratto da allenatore professionista con i Texas Legends.

## Palmarès
- NCAA AP All-America Third Team (2000)